# Pedro Morales Flores
Pour les articles homonymes, voir Morales.
Pedro Morales Flores, né le 25 mai 1985 à Hualpén, est un footballeur international chilien jouant au poste de milieu offensif.

## Biographie

### Les débuts au Chili
Il a commencé sa carrière professionnelle avec Huachipato.

### L'Espagne avec Malaga
En 2013, il est prêté à Málaga jusqu'à la fin de la saison avec option d'achat, il restera définitivement au club. De plus en plus utilisé dans le système de Manuel Pellegrini, qui le fait jouer au côté d'Isco, il termine la saison avec 7 matchs et 3 buts à son actif.

### La Major League Soccer
Le 4 mars 2014, Morales est transféré gratuitement aux Whitecaps de Vancouver et devient joueur désigné de cette franchise de la MLS. Il gagne le Trophée du nouveau venu de la MLS en 2014.
Il quitte les Whitecaps le 7 décembre 2016.